# Londen Marathon 1987
De Londen Marathon 1987 werd gelopen op zondag 10 mei 1987. Het was de zevende editie van deze marathon. Het evenement werd gesponsord door Mars.
De Japanner Hiromi Taniguchi was het sterkst bij de mannen en finishte in 2:09.50. De Noorse Ingrid Kristiansen won bij de vrouwen in 2:22.48. Het was de derde overwinning van de Noorse in Londen. Eerder zegevierde zij in 1984 en 1985.

## Uitslagen

### Mannen
| rang   | naam                 | land | tijd    |
| ------ | -------------------- | ---- | ------- |
| Goud   | Hiromi Taniguchi     | JPN  | 2:09.50 |
| Zilver | El Mostafa Nechchadi | MAR  | 2:10.09 |
| Brons  | Hugh Jones           | ENG  | 2:10.11 |
| 4      | Gianni Poli          | ITA  | 2:10.15 |
| 5      | Geir Kvernmo         | NOR  | 2:10.17 |
| 6      | Mehmet Terzi         | TUR  | 2:10.25 |
| 7      | Boguslaw Psujek      | POL  | 2:10.26 |
| 8      | Charles Spedding     | ENG  | 2:10.32 |
| 9      | David Edge           | CAN  | 2:11.51 |
| 10     | Jean-Pierre Paumen   | BEL  | 2:12.15 |
| 11     | John Graham          | SCO  | 2:12.32 |
| 12     | Pat Petersen         | USA  | 2:12.42 |
| 13     | John Wheway          | ENG  | 2:13.21 |
| 14     | Petr Klimes          | TCH  | 2:13.27 |
| 15     | Pawel Lorens         | POL  | 2:13.46 |
| 16     | Dominique Chauvelier | FRA  | 2:13.51 |
| 17     | Christian Wolfsberg  | DEN  | 2:13.57 |
| 18     | Jan Ikov             | DEN  | 2:14.06 |
| 19     | Cidalio Caetano      | POR  | 2:14.06 |
| 20     | Pavel Klimes         | TCH  | 2:14.07 |

### Vrouwen
| rang   | naam                 | land | tijd    |
| ------ | -------------------- | ---- | ------- |
| Goud   | Ingrid Kristiansen   | NOR  | 2:22.48 |
| Zilver | Priscilla Welch      | ENG  | 2:26.51 |
| Brons  | Veronique Marot      | ENG  | 2:30.15 |
| 4      | Paula Fudge          | ENG  | 2:32.28 |
| 5      | Karolina Szabo       | HUN  | 2:32.48 |
| 6      | Misako Miyahara      | JPN  | 2:33.41 |
| 7      | Agnes Sipka          | HUN  | 2:34.37 |
| 8      | Angela Hulley        | ENG  | 2:34.47 |
| 9      | Sissel Grottenberg   | NOR  | 2:35.53 |
| 10     | Valentina Bottarelli | ITA  | 2:35.57 |
| 11     | Sally Ellis          | ENG  | 2:36.48 |
| 12     | Christine Kennedy    | IRL  | 2:36.58 |
| 13     | Susan Stone          | CAN  | 2:37.16 |
| 14     | Glynis Penny         | ENG  | 2:38.23 |
| 15     | Renata Walendziak    | POL  | 2:38.57 |
| 16     | Ailish Smyth         | IRL  | 2:40.24 |
| 17     | Zehava Shmueli       | ISR  | 2:40.37 |
| 18     | Rosemary Ellis       | ENG  | 2:41.05 |
| 19     | Annette Roberts      | ENG  | 2:41.51 |
| 20     | Gillian Beschloss    | ENG  | 2:42.06 |

1981 ·
1982 ·
1983 ·
1984 ·
1985 ·
1986 ·
1987 ·
1988 ·
1989 ·
1990 ·
1991 ·
1992 ·
1993 ·
1994 ·
1995 ·
1996 ·
1997 ·
1998 ·
1999 ·
2000 ·
2001 ·
2002 ·
2003 ·
2004 ·
2005 ·
2006 ·
2007 ·
2008 ·
2009 ·
2010 ·
2011 ·
2012 ·
2013 ·
2014 ·
2015 ·
2016 ·
2017